# Wissenschaftlicher Dienst des Europäischen Parlaments
Der Wissenschaftliche Dienst des Europäischen Parlaments (EPRS, englisch European Parliamentary Research Service), gegründet am 1. November 2013 als eine Generaldirektion (GD/DG) beim Generalsekretariat des Parlaments, bietet den Mitgliedern des Europäischen Parlaments, seinen parlamentarischen Ausschüssen und dem Europäischen Parlament als Institution umfassende Forschungs- und Analyseunterstützung. EPRS soll unabhängige, objektive und maßgebliche Informationen bereitstellen, wie auch umfassende Forschungs- und Analysendienste.

## Organisation
Stand 2024 ist die Generaldirektion EPRS in vier Direktionen gegliedert:
- Mitglieder-Recherchedienst – Dieser Dienst soll sicherstellen, dass alle Mitglieder des Europäischen Parlaments Analysen und Forschungsergebnisse zu politischen Fragen im Zusammenhang mit der Europäischen Union erhalten, um sie bei ihrer parlamentarischen Arbeit zu unterstützen.
- Folgenabschätzung und europäischer Mehrwert – Diese Dienste sollen dazu beitragen, den Handlungsbedarf auf europäischer Ebene zu ermitteln und die EU-Rechtsvorschriften in der Praxis zu überprüfen und zu überwachen. Sie werden durch Forschungs- und Analysekapazitäten in allen Politikbereichen unterstützt, wobei externe Fachkräfte hinzugezogen werden können. Die Dienste umfassen folgende Aktivitäten: Ex-Ante-Folgenabschätzung, Europäischer Mehrwert, Ex-Post-Folgenabschätzung, Leistungsbewertung der Politik, Referat Überwachung des Europäischen Rates und Wissenschaftliche Vorausschau (STOA).
- Bibliotheks- und Wissensdienste – Die Bibliothek bietet Vorort- und Onlinedienste, Zugang zu internen und externen Veröffentlichungen zu europäischen und nationalen Themen sowie Online-Zugang zu Nachrichten- und Informationsdiensten. Es bietet auch bestimmte öffentliche Dienste in Form des Historischen Archivs des Europäischen Parlaments und des Dienstes „Ask EP“ („Frag den EP“) an.
- Ressourcen – Dieser jüngste Dienst soll eine optimale Mittelausstattung für die Prioritäten der GD EPRS sicherstellen.